# Gino Sopracordevole
Gino Giovanni Sopracordevole (ur. 24 września 1904 w Wenecji, zm. 1 września 1995 tamże) – włoski wioślarz, srebrny medalista olimpijski.
Wystąpił na igrzyskach olimpijskich w Paryżu w 1924, gdzie Włosi w składzie: Ercole Olgeni, Giovanni Scatturin i Gino Sopracordevole zdobyli srebrny medal w dwójkach ze sternikiem. Walkę o złoto przegrali ze Szwajcarami o 0,1 sekundy. Był to jego jedyny start olimpijski.
W dwójkach ze sternikiem zdobył także srebrny medal na mistrzostwach Europy w Como (1923) oraz brązowy na mistrzostwach Europy w Zurychu (1924). 